# 松本良一 (船舶工学者)
松本 良一 （まつもと りょういち、1887年3月 - 没年不詳）は、日本の船舶工学者。
東京帝国大学第二工学部教授。東京大学工学部教授。

## 経歴
修猷館教諭を務めた松本豊太郎の長男として、福岡市に生まれる。1905年福岡県立中学修猷館、1910年7月第七高等学校造士館工科を経て、1913年7月東京帝国大学工科大学造船学科を卒業。
1913年三菱重工業に入社。1919年英国に留学し、神戸造船所参事、造船設計課長、造船設計部長を経て、1940年3月神戸造船所副長に就任。
1942年4月東京帝国大学に、第二次世界大戦が激化する当時の情勢下において、軍事産業を支える工学者や技術者を養成するために、第二工学部が設置されると、その教授に招聘され就任する。
戦後、東京帝国大学が東京大学となると、工学部教授となる。